# Velbivka, Hadeaci
Velbivka (în ucraineană Вельбівка) este localitatea de reședință a comunei Velbivka din raionul Hadeaci, regiunea Poltava, Ucraina.

## Demografie
Componența lingvistică a localității Velbivka
     Ucraineană (97,9%)
     Rusă (1,96%)
     Alte limbi (0,15%)
Conform recensământului din 2001, majoritatea populației localității Velbivka era vorbitoare de ucraineană (97,9%), existând în minoritate și vorbitori de rusă (1,96%).